# Bullerbysyndromet

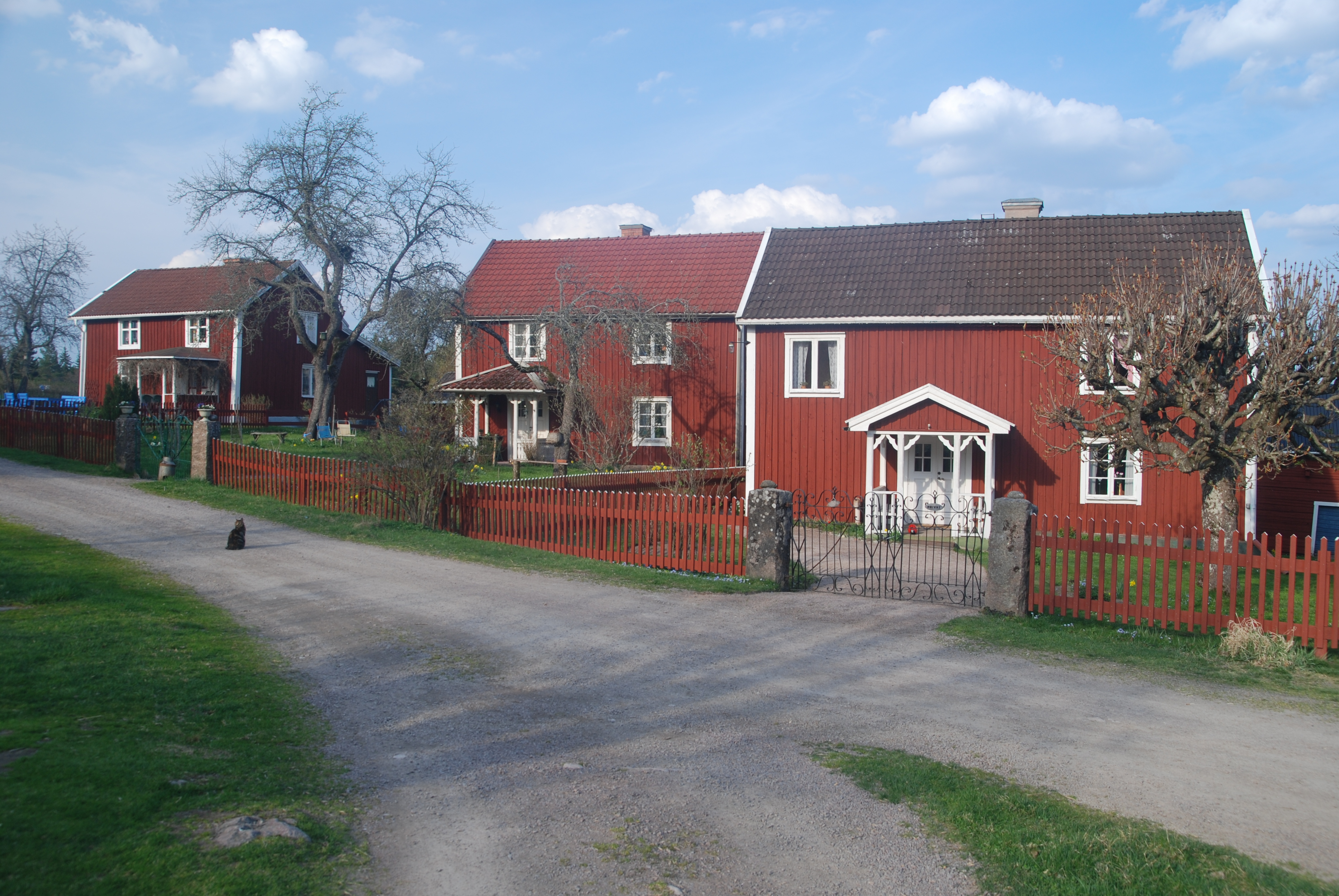
Hus i Sevedstorp, förebild och inspelningsplats för Bullerbyn.

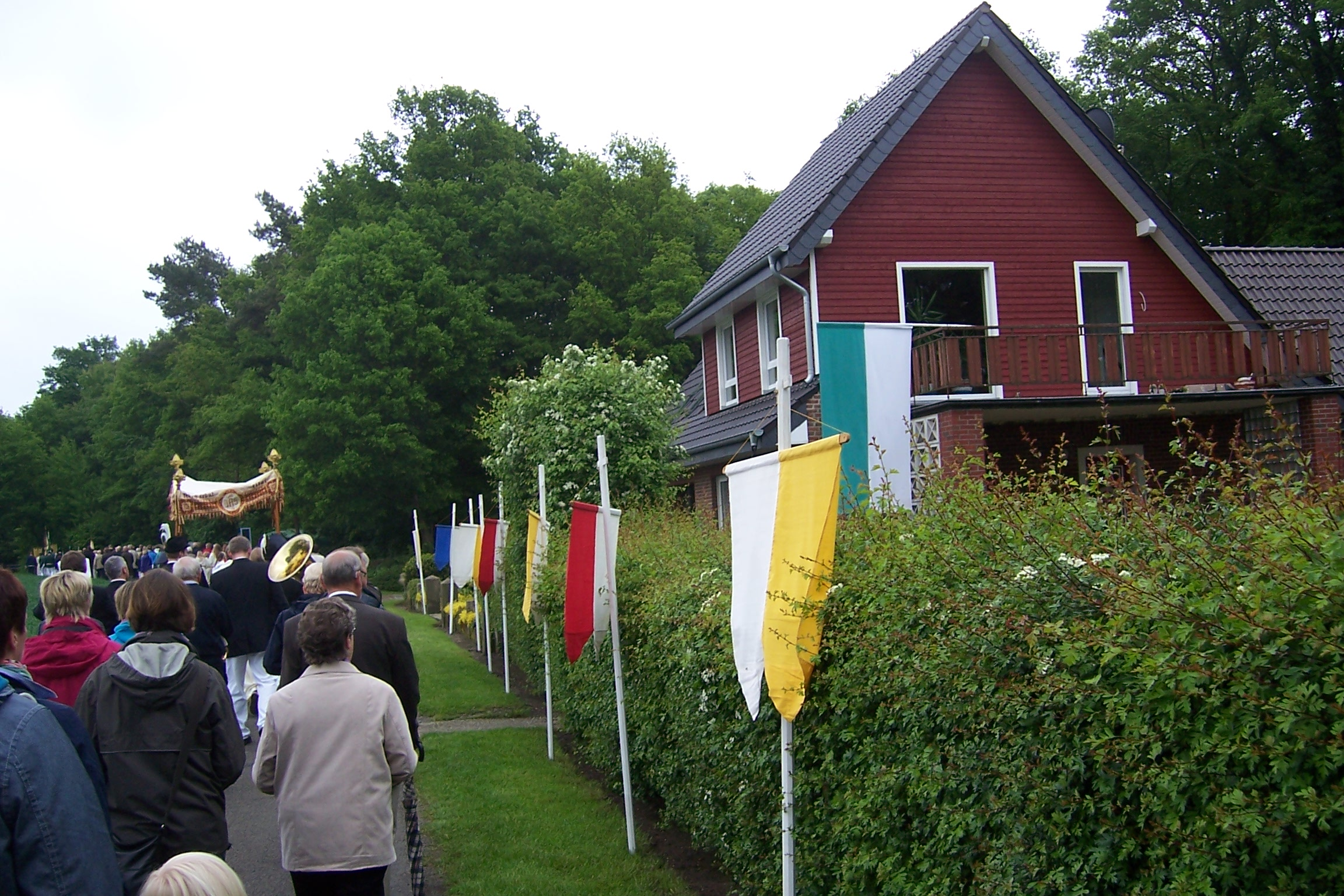
Schwedenhaus (Sverigehuset), Svenskinspirerat falurött hus i Welbergen, en stadsdel i Ochtrup, Nordrhein-Westfalen, Tyskland.

Bullerbysyndromet (tyska: Bullerbü-Syndrom) är den idealisering av Sverige som kan förekomma i tyskspråkiga länder. Begreppet Bullerbysyndromet utsågs i februari 2008 till "Månadens ord" i Svenska språkrådets ordbok. Det bygger på en stereotyp Sverigebild med positiva och idealistiska associationer, som trähus, klara insjöar, gröna skogar, älgar, blont hår, glada människor och midsommarsol. Begreppet kommer av Astrid Lindgrens Barnen i Bullerbyn, som beskriver Sverige i natur och samhälle som idylliskt.
I sin självbiografiska roman Meine freie deutsche Jugend (2003), om hur det var att växa upp i forna Östtyskland, utgår Claudia Rusch från denna föreställning när hon konstaterar att Sverige var:
”Ett ställe vi inte fick komma till, där männen var stora och starka som björnar, kvinnorna såg ut som Agneta från ABBA och alla dansade runt majstänger med färgglada band. Det var så jag föreställde mig det. Ett lyckligt land, fullt av blonda människor”. (Ein Ort, an den wir nicht durften, wo die Männer groß und stark wie Bären waren, die Frauen aussahen wie Agneta von ABBA und alle mit bunten Bändern um Maibäume tanzten. So stellte ich mir das vor. Ein fröhliches Land, voller blonder Menschen.)
Rusch kommentar visar att begreppet behöver tolkas historiskt. Berthold Franke vid Goethe-Institut i Stockholm skrev artiklar om fenomenet, vilka publicerades i Svenska Dagbladet. Han menar att det tidigare framför allt handlade om en bild av Sverige, men numera också även önskan om ett bättre Tyskland. Sverige symboliserar då ett lyckligt samhälle och orörd natur.
Lisa Källström knyter i sin licentiatavhandling Berättelser om en röd stuga: Föreställningar om en idyll ur ett svenskdidaktiskt perspektiv berättelsen om ett lyckligt Sverige till en tysk berättartradition och förklarar att det blev politiskt gångbart att knyta denna föreställning till Sverige istället för Tyskland efter andra världskriget. Här liksom i föredrag och artiklarr undersöker Källström vilken betydelse denna bild har för studenter i Skandinavistik, både beträffande varför de en gång valde att läsa svenska och hur de tolkar de mediexter som de möter i tyskt sammanhang. Genom sitt arbete introducerar hon inte bara tyskspråkig forskning om mediala föreställningars betydelse för det lustfyllda i att lära sig ett nytt språk, diskuterar begreppet utfrån en historisk förståelse.
Studenterna i Källströms studie diskuterar också filmproduktionen Inga Lindström (Christiane Sadlo), romantiska historier om Sverige, vilka filmatiserats av ZDF. Exempel ur produktionen visades på svensk television 2019.

### Fotnoter
1. ↑  „Bullerbü-Syndrom“ vom Schwedischen Sprachrat zum „Wort des Monats“ gewählt, Goethe-Institut Stockholm Archive 2007-2010
2. 1 2  Rusch, Claudia (2003). Meine freie deutsche Jugend. S. Fischer. ISBN 978-3-10-066058-9. Läst 23 oktober 2024
3. ↑  Franke, Berthold. ”Tyskarna har hittat sin Bullerbü (SvD Premium) | SvD”. SvD.se. http://www.svd.se/kultur/understrecket/tyskarna-har-hittat-sin-bullerbu_671003.svd. Läst 21 juli 2018.
4. ↑  ”Tyskarnas vilda kärlek till Sverige”. Sydsvenskan. Arkiverad från originalet den 11 april 2015. https://web.archive.org/web/20150411012938/http://www.sydsvenskan.se/resor/tyskarnas-vilda-karlek-till-sverige/. Läst 21 juli 2018.
5. ↑  ”„Traum von verlorener Wirklichkeit”:” (på tyska). Sveriges Radio. 11 december 2007. https://sverigesradio.se/sida/artikel.aspx?programid=2108&artikel=1770700. Läst 21 juli 2018.
6. ↑  Lisa Källström (2011). ”Berättelser om en röd stuga: Föreställningar om en idyll ur ett svenskdidaktiskt perspektiv” (pdf). Educational Sciences. https://mau.diva-portal.org/smash/get/diva2:1404555/FULLTEXT01.pdf.
7. ↑  Håkansson & Håkansson (2010). ”Bullerby - Mythos oder Wahrheit” (på tyska) (pdf). Nordisches Institut der Universität Kiel. https://fsnordistikkiel.wordpress.com/wp-content/uploads/2009/11/flyeralarm_flyer3.pdf.
8. ↑  Lisa Källström. ”Vad vi kan lära oss av berättelser?”. https://ojs.mau.se/index.php/educare/article/view/1220/848.
9. ↑  Mikko Lindskog (22 augusti 2019). ”Vem är Inga Lindström?”. svt. https://www.svt.se/nyheter/lokalt/ost/vem-ar-inga-lindstrom.